# Ommatophoca rossii
L'ommatofoca o foca di Ross (Ommatophoca rossii) è un mammifero carnivoro appartenente alla famiglia dei Phocidae. Il nome deriva da quello del mare di Ross in Antartide.

## Caratteristiche e abitudini
La foca di Ross è la più piccola tra le foche antartiche, i maschi mediamente hanno dimensioni inferiori rispetto alle femmine, misurano infatti dai 168 ai 208 cm per un peso compreso fra i 129 e i 216 kg, le femmine misurano dai 190 ai 250 cm e pesano tra i 159 e i 204 kg.
Il pelo e le vibrisse sono molto corte,  il pelo sul dorso è di colore marrone chiaro mentre quello sul ventre è argenteo, sono frequenti le punteggiature sul capo, sul collo e sui fianchi. La caratteristica tipica di questa specie sono gli occhi di grandi dimensioni, raggiungono infatti i 7 cm di diametro.
La foca di Ross ha un apparato vocale che le permette di emettere suoni che raggiungono ampia diffusione sott'acqua. Lo scopo dei suoni non è ancora chiaro, è stato ipotizzato che vengano usati per delimitare territori.
Sono ritenute delle foche solitarie, gli avvistamenti di coppie sono infatti rari, alcuni studiosi sostengono però che siano più sociali di quanto normalmente ritenuto perché vi sono stati avvistamenti di foche in immersione in corrispondenza di foche solitarie sulla banchisa.

### Alimentazione
Secondo uno studio del 1977 l'alimentazione della foca di Ross è costituita al 64% da cefalopodi, al 22% da pesci e da un 14% di altri invertebrati.

### Riproduzione
Le femmine raggiungono la maturità sessuale fra i 2 e i 4 anni, i maschi invece fra i 3 e i 4 anni, la ricerca del partner avviene verso l'inizio di dicembre mentre l'accoppiamento avviene ai primi di marzo. La gestazione ha una durata di 9 mesi, i piccoli pesano alla nascita intorno a 16 kg e raggiungono i 75 kg dopo circa 15 giorni, lo svezzamento avviene dopo 4/6 settimane.

## Distribuzione
L'area di diffusione della foca di Ross è limitata ai mari antartici, non vi sono avvistamenti documentati in aree non comprese nei 60° di latitudine. La foca di Ross vive sui ghiacci intorno al continente antartico, in aree difficilmente raggiungibili, questo è uno dei motivi per cui scarseggiano le informazioni sulle sue abitudini riproduttive e sociali.